# 楊潔恩
楊潔恩（Amanda Yeung），前香港新聞從業員。
楊潔恩1999年畢業於香港中文大學新聞及傳播學系，曾任香港電台中文新聞部記者及主播，2003年轉投無綫新聞任職外電記者和編輯。
楊潔恩於2007年9月起兼任翡翠台星期一至五上午的《新聞提要》主播，並於同年12月1日起主持星期六日的《午間新聞》，及後亦曾於2008年3月8日起兼任星期六日晚間《新聞提要》及《晚間新聞》主播。
2011年中旬，楊潔恩離開無綫新聞部，轉往聯合國兒童基金會工作，並出任中國外展事務總監。

## 趣聞
有網友認為楊潔恩的樣貌跟同台另一女主播郭詠琴酷似，故她有「翻版郭詠琴」的外號。